# Gottfried von Xanten
Gottfried von Xanten (auch Gottfried von Cuyk genannt; † nach 1135) war Propst sowohl von St. Severin in Köln wie auch des St.-Viktor-Stifts in Xanten sowie gewählter, aber nicht bestätigter Erzbischof von Köln.

## Leben
Er war ein Sohn von Hermann von Malsen, Graf von Cuijk, dem Stammvater des Geschlechts von Cuyk, und dessen Frau Ida. Bei dieser handelt es sich möglicherweise um Ida de Boulogne. Während sein Bruder Hendrik (Heinrich) die Nachfolge seines Vaters antrat, traten er und Andreas, später Bischof von Utrecht, in den geistlichen Stand ein. Zwar wurden von der Wissenschaft zeitweise Zweifel an dieser durch spätmittelalterliche Quellen belegten Gleichsetzung von Gottfried von Cuyk und Gottfried von Xanten angemeldet, aber die Behauptung scheint heute anerkannt zu sein.
Gottfried war seit 1122 Propst von St. Severin in Köln. Seit 1128 war er auch Propst in Xanten. Er war im selben Jahr anwesend, als Norbert von Xanten die Viktorkirche weihte. Wohl aus seiner Zeit stammte ein Schrein des heiligen Viktor. Das Abbild Gottfrieds war wohl auf dem Schrein zu sehen, in den er die Gebeine des Heiligen hatte betten lassen. Zu dessen Erschaffung wandte er möglicherweise erhebliche Mittel auf. Vielleicht machte er sich auch um andere kirchliche Kunstwerke wie den Hochaltar verdient. Klar ist, dass er der Kirche in Xanten Einkünfte aus Kirchen im Gelderland vermachte.
Im Jahr 1131 wurde er „von den Großen Kölns“, wie es in einer Urkunde König Lothars III. heißt, zum Erzbischof von Köln gewählt. Möglicherweise erfolgte die Wahl sogar in Anwesenheit des Königs. Der König erkannte die Wahl jedoch nicht an. Unterstützt von den Fürsten und den päpstlichen Legaten, wurde Gottfried zum Rückzug veranlasst und statt seiner Bruno von Berg gewählt. Der Hintergrund ist nicht ganz klar.
Später war er Kanoniker im Prämonstratenserkloster Steinfeld.